# Helmut Rühle
Helmut Rühle (* 6. Mai 1934; † 11. April 2016) war ein deutscher Fußballspieler, der in den Jahren 1952 bis 1960 in den Oberligen Süd und Südwest 155 Spiele bestritten und 20 Tore erzielt hat.

## Laufbahn
Aus der eigenen A-Jugend kommend wurde der 18-jährige Nachwuchsspieler Helmut Rühle zur Saison 1952/53 in das Oberliga-Team der Stuttgarter Kickers übernommen. An der Seite des Leistungsträgers Siegfried Kronenbitter wurde er in seiner ersten Runde Oberliga Süd in 16 Spielen eingesetzt und erzielte dabei vier Tore. Am Rundenende – die Kickers hatte den Abstieg als 14. gerade noch so abwehren können – wurde der Offensivspieler in die deutsche Fußballnationalmannschaft der Amateure berufen. Am 13. Juni 1954 debütierte der junge Stuttgarter beim Länderspiele der DFB-Amateure in Wuppertal gegen Frankreich am linken Flügel. Beim 1:0-Erfolg bildete er zusammen mit Georg Stollenwerk, Winfried Herz, Hans Zeitler und Heinz Wozniakowski den Angriff der deutschen Amateurauswahl. In der Oberliga Süd kämpften die Stuttgarter Kickers auch in den nächsten Runden permanent um den Klassenerhalt. Als Rühle in der Runde 1956/57 in 28 Einsätzen mit vier Treffern eine überzeugende Saison absolviert hatte, bekam er im Sommer 1957 ein Angebot des Tabellendritten Karlsruher SC und wechselte daraufhin nach Baden. Für die Stuttgarter Kickers hatte Rühle 98 Spiele mit 14 Toren absolviert.
Dem KSC gelang in der Saison 1957/58 die Erringung des Meistertitels im Süden vor dem 1. FC Nürnberg und Eintracht Frankfurt. Beim Startspiel in die Saison, am 11. August 1957 bei 1860 München, die Karlsruher verloren mit 1:2 Toren, spielte der Neuzugang aus Stuttgart auf der linken Außenläuferposition. Im weiteren Rundenverlauf kam Rühle aber nur noch zu zehn weiteren Einsätzen. Gegen die Konkurrenz im Mittelfeld des KSC mit Pál Csernai, Werner Roth, Heinz Ruppenstein, Max Schwall und Gustav Witlatschil konnte er sich nicht behaupten. In der Endrunde um die deutsche Fußballmeisterschaft 1958 wurde er nicht aufgeboten.
Jetzt folgten zwei Runden in der Oberliga Südwest beim 1. FC Saarbrücken. Mit 24 bzw. 22 Einsätzen gehörte Rühle in den Runden 1958/59 und 1959/60 der Stammformation der Saarländer an, die mit einem vierten und einem dritten Rang auch jeweils der Spitzengruppe im Südwesten angehörten.
Im Sommer 1960 führte ihn sein Weg in das Brötzinger Tal nach Pforzheim. Beim 1. FC Pforzheim lernte er die Qualität der II. Division Süd kennen. Zum Aufstieg in die Oberliga Süd reichte es in den drei letzten Runden im alten Ligasystem bis 1963 nicht, aber durch den dritten und vierten Rang in den Jahren 1962 und 1963 schaffte der 1. FC Pforzheim mit Helmut Rühle im Mittelfeld, Oswald Traub im Angriff und Trainer Gustav Mohn die Qualifikation für die neue Regionalliga Süd zur Saison 1963/64.
In der Regionalligarunde 1963/64 ging es für den „Club“ von Beginn bis zum Ende um den Klassenerhalt. Nach der 1:4-Auswärtsniederlage am 20. Oktober 1963 beim FC Bayern München wurde Trainer Karl Striebinger durch Erich Bierbrodt ersetzt. Mit dem 15. Platz in der Abschlusstabelle wurde der Klassenerhalt bewältigt. Der zumeist als linker Außenläufer aktive Helmut Rühle absolvierte 30 Spiele in dieser Runde und beendete nach Rundenende sein Engagement in Pforzheim und zog sich aus dem Vertragsfußball zurück.